# Kostra

vnitřní kostra – Tyrannosaurus rex

Kostra (někdy také skelet z řec. skeletos – vysušené tělo, mumie) je součást těla, která tvoří podpůrnou strukturu organizmu a poskytuje ochranu orgánům. Lidská kostra se skládá ze srostlých a volných kostí, které jsou spojeny a zpevněny vazy, šlachami, svaly a chrupavkami. V zásadě je možné ji rozdělit na dva druhy: vnější kostra (exoskelet) tvoří pevný vnější obal organismu a vnitřní kostra (endoskelet) je oporná soustava jednotlivých kostí a kloubů uvnitř organismu.
V přeneseném významu se pojem může používat i v technice jako nosná konstrukce strojů či budov.

## Cytoskelet

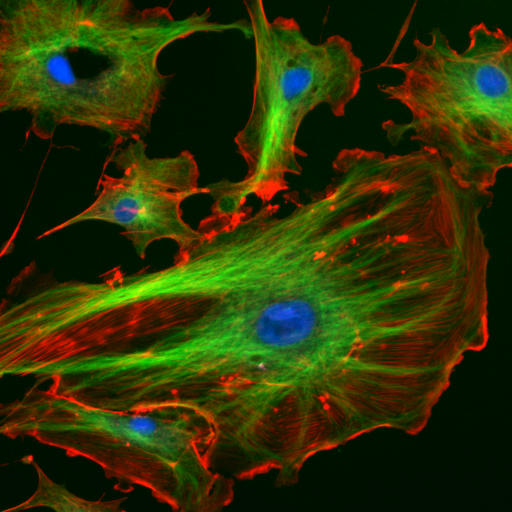
Buňky endotelu pod mikroskopem. Mikrotubuly jsou vyznačeny zeleně, aktinové filamenty červeně a buněčná jádra modře.

Cytoskelet (řec. kytos – buňka) slouží k ochraně a k formování tvaru buněk. Kromě toho se díky němu mohou buňky pohybovat a přijímat látky a signály z vnějšího prostředí, což umožňuje vzájemnou komunikaci jednotlivých buněk. Skládá se z dlouhých polymerů proteinů, které prostupují buňkou všemi směry. Buňky je mohou dle potřeby spotřebovávat či znovu vytvářet. U eukaryot jsou rozlišovány tři druhy: aktinové filamenty, mikrotubuly a intermediální filamenty. Filamenty u prokaryot jsou podobné těm u eukaryot, ale liší se strukturou.

## Hydroskelet
Hydroskelet je nejjednodušší forma skeletu. Vyskytuje se především u některých druhů bezobratlých. Povrchové svaly stlačují vodnaté vnitřní prostředí daného organizmu. Protože je voda jen těžko stlačitélná, je tato forma poměrně stabilní.

## Exoskelet

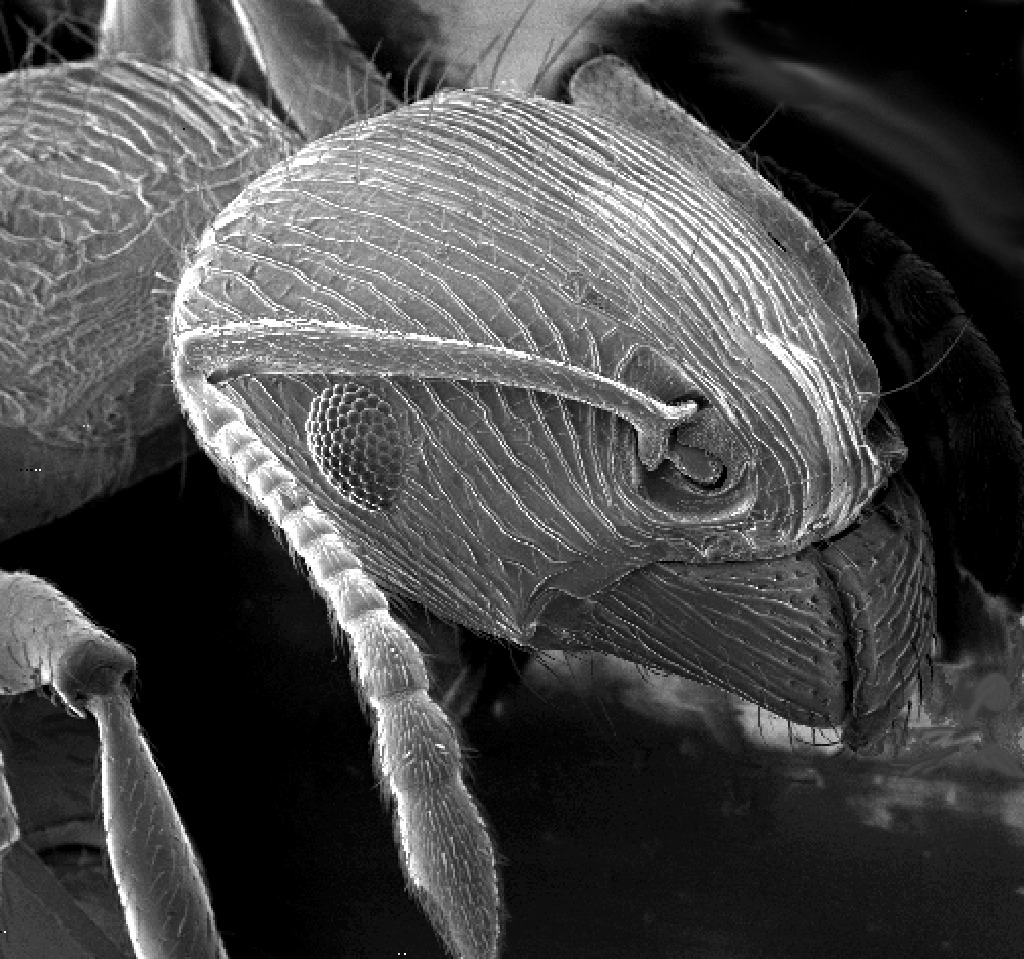
Hlava mravence

Jiné druhy živočichů, především členovci (Arthropoda), v tomto případě především hmyz, klepítkatci a korýši vyvinuli pro svou ochranu vnější kostru. Protože vnější kostra umožňuje jen omezený růst živočicha, dochází ke svlékání a skokovému růstu. Exoskelet je tvořen chitinem, sloučeninami vápníku nebo křemičitany.
Vnější kostra hmyzu neslouží jen jako ochrana, ale také jako opora pro svalové úpony nebo citlivý orgán ke komunikaci s vnějším prostředím. Skládá se z několika vrstev se čtyřmi funkčně rozdílnými oblastmi: epikutikula, protokutikula, epidermis a basal lamina.

## Endoskelet
Jako endoskelet je označována opěrná soustava organizmů, která se nachází uvnitř jejich těla jako u obratlovců, ostnokožců či hub (porifera). Endoskelet dává tělu pevnost a stabilitu a umožňuje volný pohyb. Během vývoje vzniká endoskelet u obratlovců a ostnokožců z mezodermu.

### Houby

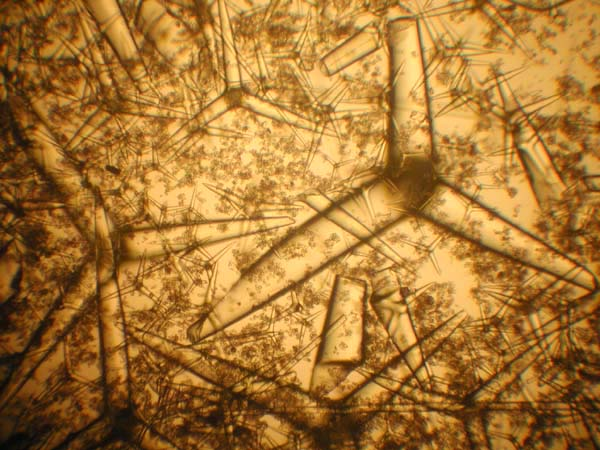
Houby (porifera)

Kostra hub se skládá z mikroskopických vápníkových či křemičitanových spiculae. U některých druhů je součástí spongin. Spiculae jsou tvořeny sklerocyty.

### Ostnokožci
Kostra ostnokožců, ke kterým patří i mořské hvězdice, se skládá z vápníku a zanedbatelného podílu oxidu hořečnatého. Kostra je těsně pod vnější kůží. Ze sklerocytů vystavěná struktura je porézní, a proto současně pevná i lehká. Růst může do všech směrů a i ztracené části bez problémů dorůstají. Klouby, které spojují jednotlivé části kostry, jsou ovládány svaly.

### Strunatci
Kostra obratlovců a ostnokožců se skládá z pevných součástí, kterými je pohybováno díky soustavě svalů. U lidí a všeobecně u obratlovců jsou tyto součásti označovány jako kosti. Důležitou součástí jsou chrupavky, které se u savců nacházejí převážně v kloubech. U některých druhů, například paryb, ke kterým patří žraloci, je kostra složena jen z chrupavčité tkáně.
Kosti se skládají z osteocytů (kostních buněk), které kolem sebe vystavují kolagenovou strukturu, do které jsou umístěny anorganické součásti jako hydroxyapatit (Ca5(PO4)3OH). Chrupavky se naproti tomu skládají z chondrocytů (chrupavčitých buněk) které kolem sebe vytvářejí vodné prostředí z glykoproteinů apod.

#### Obratlovci

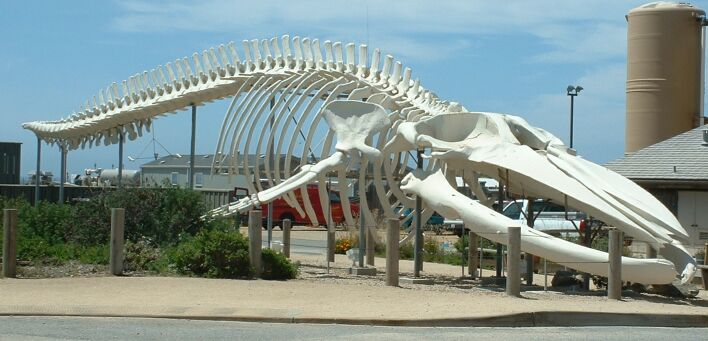
Kostra kytovce

Kostry jednotlivých druhů obratlovců mají mnoho společného, přesto se liší podle prostředí, ve kterém daní jedinci žijí a podle nároků. Rozdíly a podobnostmi se zabývá srovnávací anatomie.
Kostra ryb se skládá buď z chrupavek (paryby) nebo kostí. Hlavní znak ryb, ploutve, jsou vyztuženy kostmi napojenými na jednotlivé pletence (u párových ploutví) nebo na páteř (u nepárových). Kostra létajících ptáků (a také savců) musí přenášet velké namáhání, a je proto silně vyvinutá a těžká. Tvoří 14 až 20 % hmotnosti těla oproti pozemním obratlovcům, u nichž je tento podíl obvykle 10 až 15 %. Některé kosti ptáků jsou duté. Dutý profil (trubka) umožňuje větší zátěž než plný profil (tyč) o stejné hmotnosti.
Také kostra savců má specifické vlastnosti. Kostra dospělého člověka se skládá zhruba z 200 kostí (přesný počet se u jednotlivých jedinců liší). Skládá se z lebky, páteře, hrudníku, horních a dolních končetin. Trvá několik let, než je vývoj lidské kostry dokončen. Ačkoliv kost pažní (humerus) je již u novorozenců dokonale osifikovaná, celá kostra je plně vyvinuta až kolem věku 20 let . U mořských savců se kvůli lepšímu pohybu ve vodě přměnily přední končetiny v ploutve. Zadní končetiny buď úplně zanikly, nebo se změnily v ocasní ploutev.